# Combat de Tréglamus
Chouannerie
La combat de Tréglamus se déroule le 10 février 1800 pendant la Chouannerie.

## Prélude
Après leur défaite au château de Restmeur, le 8 février 1800, les républicains décident d'en finir avec les chouans de Pierre Taupin actifs dans l'est du Trégor. Une colonne de 120 hommes part de Saint-Brieuc et plus de 500 hommes des garnisons de Belle-Isle-en-Terre, Pontrieux, Paimpol et Lannion se portent à la rencontre des insurgés signalés entre Belle-Isle-en-Terre et Guingamp.

## Déroulement
Les chouans arrivent au bourg de Tréglamus où ils capturent le prêtre constitutionnel Godest. Sur le point d'être fusillé, ce dernier est sauvé par l'intervention de Pierre Taupin, dont il avait été un ancien camarade de collège. Peu de temps après, l'avant-garde républicaine, forte de 50 hommes, rencontre les Chouans dans la paroisse. La fusillade dure trois heures, les combattants restant abrités dans les maisons et les jardins. Finalement, à court de munitions, les républicains battent en retraite sur la route de Louargat suivis par les chouans. Mais lors de la poursuite, un soldat républicain aperçoit Pierre Taupin et l'ajuste, ce dernier le voit au même moment, tous deux tirent en même temps et les deux hommes sont tués.

## Pertes
Après le combat, les chouans portent le corps de leur chef dans la nef de l'église. Il est enterré le lendemain, dans une fosse creusée dans le cimetière, à l'aile nord de l'église, avec dix morts, tant chouans que républicains.

## Conséquences
Malgré leur victoire, la mort de leur chef démoralise totalement les chouans qui se débandent. Constatant la démobilisation des insurgés, le général La Barollière se montre clément et nombre de Chouans remettent leurs armes pendant le mois de mars, tandis que quelques autres sont arrêtés mais rapidement relâchés. Le combat de Restmeur et le combat de Tréglamus sont les derniers affrontements dans la région avant la pacification.